# Monochamus quadriplagiatus
Monochamus quadriplagiatus là một loài bọ cánh cứng trong họ Cerambycidae.